# نیکلاس لی
 نیکلاس لی (انگلیسی: Nicholas Lea؛ زادهٔ ۲۲ ژوئن ۱۹۶۲) هنرپیشه اهل کانادا است. از فیلم‌هایی که وی در آن نقش داشته است، می‌توان به آشوب و محدودیت عمودی اشاره کرد.